# Jorge Masvidal
Jorge Masvidal (Miami, 12 de novembre de 1984) és un lluitador d'arts marcials mixtes nord-americà que actualment competeix a la divisió de pes wèlter a l'Ultimate Fighting Championship. Masvidal és competidor professional de MMA des de 2003 i també ha competit per Bellator, Strikeforce, Shark Fights i World Victory Road.
Al maig de 2019, es troba com el pes wèlter Número 4 en els rànquings oficials d'UFC.

## Biografia
Masvidal va néixer a Miami, Florida i és fill d'un pare cubà i una mare peruana. Sempre va voler ser lluitador de boxa i sovint va estar involucrat en diverses baralles de carrer. Va començar a practicar lluita lliure a l'escola secundària, però no va poder aconseguir els graus per poder ser triat en l'equip que somiava. Va ser llavors quan va decidir convertir-se en lluitador professional d'arts marcials mixtes.

## Carrera en arts marcials mixtes

### Inicis de la seva carrera
Jorge va debutar en kickboxing amb una victòria per decisió unànime l'11 d'abril de 2003, en un esdeveniment de Fast and Fearless. Tan bona va ser la seva presentació que va ser convocat immediatament per a l'esdeveniment principal de l'Absolut Fighting Championships XXII celebrat el 30 d'abril de 2005. La baralla va ser contra el corrent competidor de UFC i concursant del The Ultimate Fighter 5 Joe Lauzon, qui tenia un rècord invicte de vuit victòries(totes per submissió) i cap derrota. Jorge va guanyar per "nocaut" tècnic en el segon assalt amb una andanada de cops.
Jorge va obtenir un rècord de 3-0 en la promoció del BodogFIGHT ara difunt, incloent victòries per decisió sobre Keith Wisniewski i Steve Berger i un nocaut sobre el veterà lluitador de UFC i PRIDE Fighting Championships Yves Edwards.

### Bellator MMA
Masvidal va signar per Bellator i va ingressar al Torneig de pes lleuger celebrat a l'abril de 2009. Masvidal va guanyar la seva primera baralla per nocaut tècnic, però va perdre en les semifinals amb Toby Imada per submissió (inverted triangle choke) en el Bellator 5. Aquesta victòria d'Imada va ser reconegut per Sherdog i MMA Junkie com a Submissió de l'Any.
Masvidal va enfrontar i va derrotar a Eric Reynolds en Bellator 12 en una baralla a pes acordat de 160 lliures per submissió (rear naked choke). Es va fer córrer el rumor que lluitaria de nou en la segona temporada del torneig de pes lleuger, però després de perdre una baralla, va ser donat de baixa per l'organització.

### Post-Bellator
Al setembre de 2010 Masvidal es va traslladar a la divisió de pes wèlter per combatre contra Paul Daley en el Shark Fights 13 en Groc, Texas,. La baralla es va acordar per 171.75 lliures després que Daley no donés el pes. Daley va derrotar Masvidal per decisió unànime. Després d'aquesta actuació, Masvidal va signar amb Strikeforce.

### Strikeforce
Masvidal va tornar a Strikeforce a principis de 2011, per enfrontar-se a Billy Evangelista en l'esdeveniment Strikeforce: Feijao vs Henderson i va guanyar la baralla per decisió unànime.
Masvidal va lluitar contra el campió de pes lleuger de la Elite XC K.J. Noons i va guanyar la baralla per decisió unànime.
Després es va enfrontar a Gilbert Melendez pel campionat lleuger de Strikeforce en l'esdeveniment Strikeforce: Melendez vs. Masvidal el 17 de desembre de 2011 en el Valley View Casino Center en Sant Diego, CA. perdent la baralla per decisió unànime.
Després de la baralla de campionat, Masvidal va lluitar contra Justin Wilcox en l'esdeveniment Strikeforce: Rockhold vs Kennedy el 14 de juliol de 2012 guanyant la baralla per decisió dividida.
S'esperava que Masvidal s'enfrontés a Bobby Green el 3 de novembre de 2012 en l'esdeveniment Strikeforce: Cormier vs Mir, però la baralla va ser cancel·lada a causa de la cancel·lació de l'esdeveniment en si. Masvidal esperava llavors enfrontar a Pat Healy en Strikeforce:. Marquardt vs. Saffiedine però va haver de retirar-se a causa d'una lesió en l'esquena.

### Ultimate Fighting Championship
Després de la dissolució de Strikeforce el gener de 2013, Masvidal va ser portat a la UFC. Va fer el seu debut contra Tim Means el 20 d'abril de 2013 en l'esdeveniment UFC on Fox 7 guanyant la baralla per decisió unànime.
Per al seu segon combat amb la promoció, Masvidal va fer la seva volta a l'Octàgon enfrontant-se a Michael Chiesa el 27 de juliol 2013 en el UFC on Fox 8. Malgrat haver caigut en la primera ronda per diversos glopes del seu oponent, Masvidal va prendre el control en la segona ronda i va guanyar per submissió.
Per a la seva tercera baralla d'UFC, Masvidal va enfrontar a Rustam Khabilov el 6 de novembre de 2013 en el UFC: Fight for the Troops 3. Va perdre la lluita d'anada i tornada per decisió unànime. Malgrat la derrota, tots dos van rebre el premi de "Baralla De la Nit".
Masvidal va tornar a lluitar després de molt temps contra Pat Healy en el UFC en Fox 11 i ho va vèncer per decisió unànime.
Masvidal va enfrontar a Daron Cruickshank el 26 de juliol de 2014 en l'esdeveniment UFC on Fox 12. Després de ser derrivado per un cop en la primera ronda, Masvidal es va recuperar per guanyar per decisió unànime.
S'esperava una baralla amb Bobby Green, que havia estat programada sota la bandera de Strikeforce en 2012 abans de ser rebutjat, i que tindria lloc el 27 de setembre de 2014 en el UFC 178. No obstant això, el 14 d'agost, el UFC va anunciar que Masvidal s'enfrontaria a James Krause en una baralla que acabaria guanyant per decisió unànime.
S'esperava que Masvidal s'enfrontés a Norman Parke el 18 de gener de 2015 en el UFC Fight Night 59. No obstant això, Masvidal es va retirar de la baralla citant una lesió i va ser reemplaçat per Gleison Tibau.
Masvidal va anar breument vinculat a una baralla amb Bobby Green el 4 d'abril de 2015 en el UFC Fight Night 63. No obstant això, poc després que la baralla fos anunciada pel UFC, Green es va retirar citant una lesió i va ser reemplaçat per Benson Henderson. Al seu torn, Henderson es va retirar del combat per servir com a esdeveniment estel·lar d'UFC Fight Night 60. Ara s'espera que Masvidal s'enfronti a Al Iaquinta en l'esdeveniment. Masvidal va perdre la baralla per decisió dividida.
El 12 de juliol de 2015, Masvidal es va enfrontar a Cezar Ferreira en The Ultimate Fighter 21 Finale. Masvidal va guanyar la baralla per nocaut en la primera ronda, guanyant així el premi a l'Actuació de la Nit.
S'esperava que Masvidal s'enfrontés a Dong Hyun Kim el 28 de novembre de 2015 en UFC Fight Night 79. No obstant això, el 14 de novembre, es va anunciar que Masvidal en el seu lloc s'enfrontarà a Benson Henderson en l'esdeveniment després que el seu oponent programat Thiago Alves es retirés de la lluita. Masvidal va perdre la lluita per decisió dividida.
Masvidal es va enfrontar a Lorenz Larkin el 29 de maig de 2016 en UFC Fight Night 88. Va perdre la lluita per decisió dividida.
S'esperava que Masvidal s'enfrontés a Siyar Bahadurzada el 30 de juliol de 2016 en el UFC 201. No obstant això, Bahadurzada va sortir de la baralla el 12 de juliol citant una malaltia i va ser reemplaçat per Ross Pearson. Va guanyar la baralla per decisió unànime.
De nou, s'esperava que Masvidal tingui una baralla amb Kelvin Gastelum el 5 de novembre de 2016 en The Ultimate Fighter Amèrica Llatina 3 Finale. No obstant això, el 14 de setembre, Gastelum va ser eliminat de la targeta per tenir una baralla contra l'ex retador al títol de pes lleuger Donald Cerrone en el UFC 205, una setmana després. Posteriorment, Masvidal va ser retirat de la targeta completament i va ser reprogramat per enfrontar a Jake Ellenberger el mes següent en The Ultimate Fighter 24 Finale. Va derrotar a Ellenberger en la primera ronda a través de TKO. Es va dictaminar un TKO després que el dit d'Ellenberger quedés atrapat en l'a prop i l'àrbitre detingués l'acció i acabés la baralla.
Masvidal es va enfrontar a Donald Cerrone el 28 de gener de 2017 en el UFC on Fox 23. Va guanyar la baralla per TKO en la segona ronda.
Masvidal es va enfrontar a Demian Maia en el UFC 211 el 13 de maig de 2017. Va perdre per la baralla per decisió dividida.
Masvidal es va enfrontar a Stephen Thompson el 4 de novembre de 2017 en el UFC 217. Va perdre la baralla per decisió unànime.
Masvidal es va enfrontar a Darren Till el 16 de març de 2019 en l'esdeveniment principal d'UFC Fight Night 147. Va guanyar la baralla per nocaut en la segona ronda. A més, Masvidal va rebre el seu segon premi a la Baralla de la Nit i el tercer premi a l'Actuació de la Nit.
El 6 de juliol de 2019 va enfrontar a Ben Askren en UFC 239. Va guanyar el combat per nocaut als cinc segons de la primera ronda, convertint-se així en el nocaut més ràpid en la història de l'empresa. A més va aconseguir el premi a Actuació de la Nit.

## Boxeig
Va debutar en la boxa professional el 8 de juny de 2005. Després de l'entrenament sota Eric "El Tigre" Cantanos, va derrotar a Joseph Benjamin (1-11-2) en el Radisson Mart Plaza Hotel a Miami, Florida. La victòria va arribar per decisió majoritària després de quatre rondes. Masvidal no ha competit en la boxa professional des de llavors.

## Vida personal
Va participar en dos gravats de baralles de carrer de Miami que es van fer populars en Internet, en els quals s'encarrega de derrotar el protegit de Kimbo Slice "Ray".
Segons declaracions pròpies pesa entre 184 lliures quan no està entrenant i 173 lliures quan està en entrenament. Masvidal té dues filles.

## Campionats i assoliments

### Arts marcials mixtes
- Absolute Fighting Championships
  - Campió de pes Wèlter (una vegada)[37]
- Ultimate Fighting Championship
  - Baralla de la Nit (dues vegades)
  - Actuació de la Nit (quatre vegades)
  - Nocaut més ràpid en la història d'UFC (0.05) vs. Ben Askren

### Submission grappling
- 2002 NAGA Florida States: Tercer Lloc (juvenil)
- 2003 NAGA Nationals Lightweight: Segon Posat
- 2003 FGA Southeast Challenge II Lightweight: Campió
- 2004 NAGA Chicago Pro Am: Segon Posat

## Rècord en arts marcials mixtes
| Resultat | Rècord | Oponent           | Mètode                                      | Esdeveniment                                         | Data                   | Ronda | Temps | Localització                            | Notes                                                                    |
| -------- | ------ | ----------------- | ------------------------------------------- | ---------------------------------------------------- | ---------------------- | ----- | ----- | --------------------------------------- | ------------------------------------------------------------------------ |
| Victòria | 34–13  | Ben Askren        | KO (cop de genoll volador)                  | UFC 239                                              | 6 de juliol de 2019    | 1     | 0.05  | Paradise, Nevada                        | Nocaut més ràpid en la història d'UFC; Actuació de la Nit.               |
| Victòria | 33–13  | Darren Till       | KO (cop)                                    | UFC Fight Night: Till vs. Masvidal                   | 16 de març de 2019     | 2     | 3.05  | Londres                                 | Baralla de la Nit; Actuació de la Nit.                                   |
| Derrota  | 32–13  | Stephen Thompson  | Decisió (unànime)                           | UFC 217                                              | 4 de novembre de 2017  | 3     | 5.00  | Nova York, Estats Units                 |                                                                          |
| Derrota  | 32–12  | Demian Maia       | Decisió (dividida)                          | UFC 211                                              | 13 de maig de 2017     | 3     | 5.00  | Dallas, Texes, Estats Units             |                                                                          |
| Victòria | 32–11  | Donald Cerrone    | TKO (cops)                                  | UFC on Fox: Shevchenko vs. Peña                      | 28 de gener de 2017    | 2     | 1.00  | Denver, Estats Units                    | Actuació de la Nit.                                                      |
| Victòria | 31–11  | Jake Ellenberger  | TKO (lesió en el dit)                       | The Ultimate Fighter: Tournament of Champions Finale | 3 de desembre de 2016  | 1     | 4.05  | Las Vegas, Nevada, Estats Units         |                                                                          |
| Victòria | 30–11  | Ross Pearson      | Decisió (unànime)                           | UFC 201                                              | 30 de juliol de 2016   | 3     | 5.00  | Atlanta, Geòrgia, Estats Units          |                                                                          |
| Derrota  | 29–11  | Lorenz Larkin     | Decisió (dividida)                          | UFC Fight Night: Almeida vs. Garbrandt               | 29 de maig de 2016     | 3     | 5.00  | Las Vegas, Nevada, Estats Units         |                                                                          |
| Derrota  | 29–10  | Benson Henderson  | Decisió (dividida)                          | UFC Fight Night: Henderson vs. Masvidal              | 28 de novembre de 2015 | 5     | 5.00  | Seül, Corea del Sud                     |                                                                          |
| Victòria | 29–9   | Cezar Ferreira    | KO (cop de colze i cops)                    | The Ultimate Fighter 21 Finale                       | 12 de juliol de 2015   | 1     | 4.22  | Las Vegas, Nevada, Estats Units         | Retorn al pes wèlter; Actuació de la Nit.                                |
| Derrota  | 28–9   | Al Iaquinta       | Decisió (dividida)                          | UFC Fight Night: Mendes vs. Llepis                   | 4 d'abril de 2015      | 3     | 5.00  | Fairfax, Virginia, Estats Units         |                                                                          |
| Victòria | 28–8   | James Krause      | Decisió (unànime)                           | UFC 178                                              | 27 de setembre de 2014 | 3     | 5.00  | Las Vegas, Nevada, Estats Units         |                                                                          |
| Victòria | 27–8   | Daron Cruickshank | Decisió (unànime)                           | UFC on Fox: Lawler vs. Brown                         | 26 de juliol de 2014   | 3     | 5.00  | San José, Califòrnia, Estats Units      |                                                                          |
| Victòria | 26–8   | Pat Healy         | Decisió (unànime)                           | UFC on Fox: Werdum vs. Browne                        | 19 d'abril de 2014     | 3     | 5.00  | Orlando, Florida, Estats Units          |                                                                          |
| Derrota  | 25–8   | Rustam Khabilov   | Decisió (unànime)                           | UFC: Fight for the Troops 3                          | 6 de novembre de 2013  | 3     | 5.00  | Fort Campbell, Kentucky, Estats Units   | Batalla de la Nit.                                                       |
| Victòria | 25–7   | Michael Chiesa    | Submissió (D'arce choke)                    | UFC on Fox: Johnson vs. Moraga                       | 27 de juliol de 2013   | 2     | 4.59  | Seattle, Washington, Estats Units       |                                                                          |
| Victòria | 24–7   | Tim Means         | Decisió (unànime)                           | UFC on Fox: Henderson vs. Melendez                   | 20 d'abril de 2013     | 3     | 5.00  | San José, Califòrnia, Estats Units      |                                                                          |
| Victòria | 23–7   | Justin Wilcox     | Decisió (dividida)                          | Strikeforce: Rockhold vs. Kennedy                    | 14 de juliol de 2012   | 3     | 5.00  | Portland, Oregon, Estats Units          |                                                                          |
| Derrota  | 22–7   | Gilbert Meléndez  | Decisió (unànime)                           | Strikeforce: Melendez vs. Masvidal                   | 17 de desembre de 2011 | 5     | 5.00  | Sant Diego, Califòrnia, Estats Units    | Pel Campionat de Pes Lleuger de Strikeforce.                             |
| Victòria | 22–6   | K.J. Noons        | Decisió (unànime)                           | Strikeforce: Overeem vs. Werdum                      | 18 de juny de 2011     | 3     | 5.00  | Dallas, Texas, Estats Units             | Eliminatòria pel títol.                                                  |
| Victòria | 21–6   | Billy Evangelista | Decisió (unànime)                           | Strikeforce: Feijao vs. Henderson                    | 5 de març de 2011      | 3     | 5.00  | Columbus, Ohio, Estats Units            | Retorn al pes lleuger.                                                   |
| Derrota  | 20–6   | Paul Daley        | Decisió (unànime)                           | Shark Fights 13                                      | 11 de setembre de 2010 | 3     | 5.00  | Texas, Estats Units                     | Batalla de pes acordat (171.75 lliures).                                 |
| Victòria | 20–5   | Naoyuki Kotani    | Decisió (dividida)                          | ASTRA                                                | 25 d'abril de 2010     | 3     | 5.00  | Tòquio, Japó                            |                                                                          |
| Derrota  | 19–5   | Luis Palomino     | Decisió (dividida)                          | G-Force Fights 3                                     | 2 d'abril de 2010      | 3     | 5.00  | Miami, Florida, Estats Units            |                                                                          |
| Victòria | 19–4   | Satoru Kitaoka    | KO (cops)                                   | World Victory Road Presents: Sengoku 11              | 7 de novembre de 2009  | 2     | 3.03  | Tòquio, Japó                            |                                                                          |
| Victòria | 18–4   | Eric Reynolds     | Submissió (rear-naked choke)                | Bellator 12                                          | 19 de juny de 2009     | 3     | 3.33  | Hollywood, Florida, Estats Units        | Batalla de pes acordat (160 lliures).                                    |
| Derrota  | 17–4   | Toby Imada        | Submissió tècnica (triangle choke invertit) | Bellator 5                                           | 1 de maig de 2009      | 3     | 3.22  | Dayton, Ohio, Estats Units              | Torneig de Pes Lleuger de Bellator-Temporada Uno (semifinals).           |
| Victòria | 17–3   | Nick Agallar      | TKO (cops)                                  | Bellator 1                                           | 3 d'abril de 2009      | 1     | 1.19  | Hollywood, Florida, Estats Units        | Torneig de Pes Lleuger de Bellator- Primera Temporada (quarts de final). |
| Victòria | 16–3   | Tae-hyun Bang     | Decisió (unànime)                           | Sengoku 6                                            | 1 de novembre de 2008  | 3     | 5.00  | Saitama, Japó                           | Gran Premi de pes lleuger Sengoku: Sixth Battle.                         |
| Victòria | 15–3   | Ryan Schultz      | TKO (cops)                                  | Sengoku 5                                            | 28 de setembre de 2008 | 1     | 1.57  | Tòquio, Japó                            | Gran Premi de pes lleuger Sengoku: Fifth Battle.                         |
| Derrota  | 14–3   | Rodrigo Damm      | TKO (cop)                                   | World Victory Road Presents: Sengoku 3               | 8 de juny de 2008      | 2     | 4.38  | Saitama, Japó                           | Gran Premio de peso ligero Sengoku: Third Battle.                        |
| Victòria | 14–2   | Ryan Healy        | Decisió (unànime)                           | Strikeforce: At The Domi                             | 23 de febrer de 2008   | 3     | 5.00  | Tacoma, Washington, Estats Units        | Batalla de pes acordat (160 lliures).                                    |
| Victòria | 13–2   | Brant Rose        | TKO (cops)                                  | Crazy Horse Fights                                   | 11 de desembre de 2007 | 1     | 0.56  | Lauderdale, Florida, Estats Units       |                                                                          |
| Victòria | 12–2   | Matt Lee          | TKO (cop de colze i cops)                   | Strikeforce: Playboy Mansion                         | 29 de setembre de 2007 | 1     | 1.33  | Beverly Hills, Califòrnia, Estats Units | Batalla de pes acordat (160 lliures).                                    |
| Victòria | 11–2   | Yves Edwards      | KO (puntada al capdavant)                   | BodogFIGHT: Alvarez vs. Lee                          | 14 de juliol de 2007   | 2     | 2.19  | Trenton, Nova Jersey, Estats Units      |                                                                          |
| Victòria | 10–2   | Steve Berger      | Decisió (unànime)                           | BodogFIGHT: St. Petersburg                           | 15 de desembre de 2006 | 3     | 5.00  | Sant Petersburg, Rússia                 | Batalla de pes wèlter.                                                   |
| Victòria | 9–2    | Keith Wisniewski  | Decisió (majoritària)                       | BodogFIGHT: To the Brink of War                      | 22 d'agost de 2006     | 3     | 5.00  | San José, Costa Rica                    | Batalla de pes wèlter.                                                   |
| Victòria | 8–2    | Nuri Shakir       | Decisió (unànime)                           | AFC 17                                               | 24 de juny de 2006     | 3     | 5.00  | Lauderdale, Florida, Estats Units       | Va guanyar el Campionat de Pes Wèlter d'AFC.                             |
| Victòria | 7–2    | David Gardner     | TKO (cops)                                  | AFC 15                                               | 18 de febrer de 2006   | 2     | 4.34  | Lauderdale, Florida, Estats Units       | Batalla de pes wèlter.                                                   |
| Derrota  | 6–2    | Paul Rodríguez    | Submissió (rear-naked choke)                | AFC 13                                               | 30 de juliol de 2005   | 1     | 2.27  | Lauderdale, Florida, Estats Units       |                                                                          |
| Victòria | 6–1    | Joe Lauzon        | TKO (cops)                                  | AFC 12                                               | 30 d'abril de 2005     | 2     | 3.57  | Lauderdale, Florida, Estats Units       |                                                                          |
| Derrota  | 5–1    | Raphael Assunção  | Decisió (unànime)                           | Full Throttle                                        | 21 d'abril de 2005     | 3     | 5.00  | Duluth, Geòrgia, Estats Units           |                                                                          |
| Victòria | 5–0    | Justin Wisniewski | Decisió (majoritària)                       | AFC 8                                                | 1 de maig de 2004      | 2     | 5.00  | Lauderdale, Florida, Estats Units       |                                                                          |
| Victòria | 4–0    | Julián Ortega     | Decisió (unànime)                           | AFC 6                                                | 3 de desembre de 2003  | 2     | 5.00  | Lauderdale, Florida, Estats Units       |                                                                          |
| Victòria | 3–0    | Roli Delgado      | TKO (cops)                                  | AFC 5                                                | 5 de setembre de 2003  | 2     | 2.14  | Lauderdale, Florida, Estats Units       |                                                                          |
| Victòria | 2–0    | Brian Geraghty    | Decisió (unànime)                           | AFC 4                                                | 19 de juliol de 2003   | 2     | 5.00  | Lauderdale, Florida, Estats Units       |                                                                          |
| Victòria | 1–0    | Brandon Bledsoe   | KO (cops)                                   | AFC 3                                                | 24 de maig de 2003     | 1     | 3.55  | Lauderdale, Florida, Estats Units       |                                                                          |